# 克伊巴利夫卡
50°18′34″N 32°30′10″E / 50.30944°N 32.50278°E
克伊巴利夫卡（烏克蘭語：Кейбалівка），是烏克蘭中部的村莊，隸屬波爾塔瓦州的盧布尼區。該村距離列利亞基1公里，面積1.47平方公里，海拔高度105米，2001年人口359。